# بول أميدوم
بول بيلو أميدوم (من مواليد 28 فبراير 2003) هو لاعب كرة قدم كندي يلعب كمدافع لنادي شمال تكساس الأمريكي، على سبيل الإعارة من نادي باسيفيك.